# Claville
Claville ist eine französische Gemeinde mit 1.068 Einwohnern (Stand: 1. Januar 2022) im Département Eure in der Region Normandie. Sie gehört zum Arrondissement Évreux, zum Kanton Conches-en-Ouche sowie zum Gemeindeverband Pays de Conches. 

## Geographie
Claville liegt etwa neun Kilometer westnordwestlich von Évreux.

### Nachbargemeinden
Umgeben ist Claville von den Nachbargemeinden Bernienville im Norden und Nordosten, Gauville-la-Campagne im Osten, Caugé im Südosten und Süden, Ferrières-Haut-Clocher im Südwesten, Ormes im Westen sowie Tournedos-Bois-Hubert im Nordwesten. 

## Bevölkerungsentwicklung
| Jahr                       | 1962 | 1968 | 1975 | 1982 | 1990 | 1999 | 2006 | 2019 |
| Einwohner                  | 455  | 438  | 577  | 665  | 862  | 1031 | 1036 | 1083 |
| Quellen: Cassini und INSEE |      |      |      |      |      |      |      |      |

## Sehenswürdigkeiten
- Kirche Saint-Martin aus dem 16. Jahrhundert

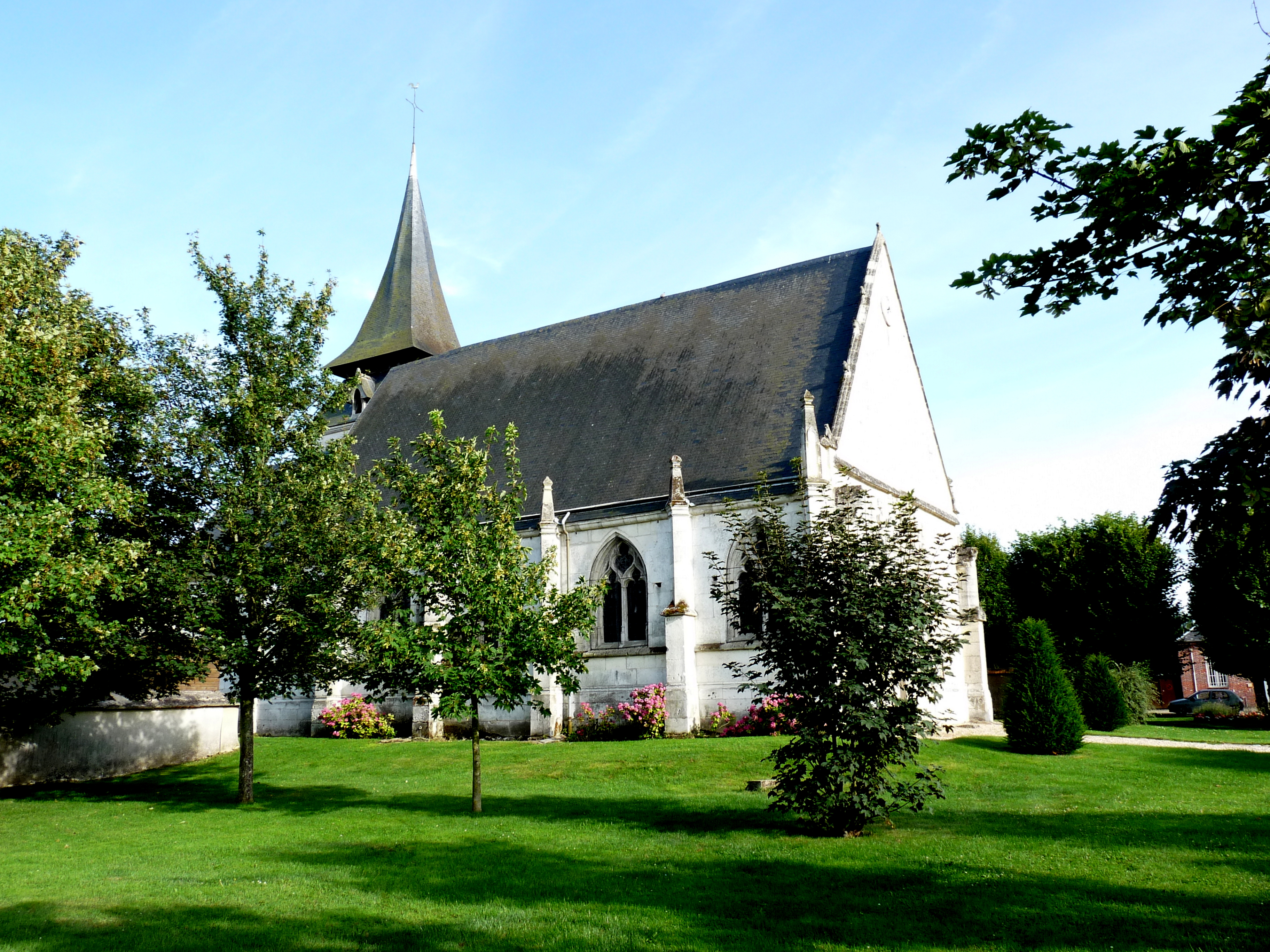
Kirche Saint-Martin